# NewConnect
NewConnect – zorganizowany rynek akcji prowadzony przez Giełdę Papierów Wartościowych w Warszawie poza rynkiem regulowanym w formule alternatywnego systemu obrotu. 
Charakteryzuje się mniejszymi wymogami ciążącymi na emitentach niż rynek główny. Jest przeznaczony dla powstających bądź młodych spółek o stosunkowo niewielkiej przewidywanej kapitalizacji, często w sektorach tzw. wysokiej techniki (high-tech).
Pierwsza sesja odbyła się 30 sierpnia 2007 roku. W grudniu 2022 na NewConnect było notowanych 378 spółek (374 krajowe i 4 zagraniczne) o łącznej kapitalizacji ok. 14 mld zł.

## Opis
Rynek przeznaczony jest dla powstających bądź młodych spółek o stosunkowo niewielkiej przewidywanej kapitalizacji działających przede wszystkim w sektorach tzw. wysokiej techniki: IT, media elektroniczne, biotechnologia, energia alternatywna itp., opartych głównie na aktywach niematerialnych. Formalności i koszty debiutu na NewConnect są niższe w porównaniu z regulowanym rynkiem GPW. Mniejsze są także obowiązki informacyjne ciążące na emitentach.
Specyfika rynku powoduje, że inwestycje w papiery wartościowe notowanych tam spółek są obciążone większym ryzykiem, ale jednocześnie pozwalają liczyć na większe stopy zwrotu.
Pierwsze oferty: spółki Mera Schody i Wrocławski Dom Maklerski, przeprowadzone w trybie private placement, cieszyły się dużym zainteresowaniem inwestorów: popyt znacząco przewyższył podaż. Inauguracyjna sesja giełdowa odbyła się 30 sierpnia 2007, notowanych było 5 spółek: Virtual Vision (producent filmów i gier komputerowych), ViaGuara z branży monopolowej, Wrocławski Dom Maklerski, spółka informatyczna S4E oraz Digital Avenue.

## Systemy notowań i harmonogram sesji
NewConnect funkcjonuje w ramach tej samej infrastruktury technologicznej co rynek regulowany, a notowania odbywają się od poniedziałku do piątku w dwóch systemach:
- rynku kierowanego zleceniami, z udziałem animatorów rynku, z notowaniami ciągłymi, bądź jednolitymi z dwoma fixingami;
- rynku kierowanego cenami, którego uczestnicy nie zawierają transakcji bezpośrednio między sobą, ale korzystają z pośrednictwa tzw. market makera[6]. Według stanu na dzień 1 marca 2019 roku żadna spółka nie jest notowana w tym systemie.

## Indeksy rynku
Na rynku NewConnect funkcjonują dwa indeksy o nazwie NCIndex i NC Life Science.
NC Index należy do klasy indeksów dochodowych, zatem przy wyznaczaniu jego wartości uwzględnia się nie tylko ceny wchodzących w jego skład akcji, ale też dywidendy i prawa poboru. Datą bazową indeksu jest 30 sierpnia 2007, a pierwszą wartością – 1000 punktów. NCIndex obejmuje te spółki, które nie są zakwalifikowane do segmentu NC HLR oraz NC SHLR.
NC LIfe Science jest stworzony dla spółek z sektora medycyny i biotechnologii, których działalność i rozwój odbywa się przy wysokim udziale kapitału intelektualnego i nowoczesnych technologii. NC Life Science jest indeksem dochodowym, uwzględniającym zarówno ceny zawartych w nim akcji, jak i dochody z dywidend i praw poboru.